# Hari Kostov
Pour les articles homonymes, voir Kostov.
Hari Kostov (en macédonien : Хари Костов), né le 13 novembre 1959 à Pichitsa, est un homme d'État macédonien de centre gauche.
Il est ministre de l'Intérieur entre 2002 et juin 2004, puis président du gouvernement jusqu'en novembre 2004.

## Biographie

### Débuts professionnels et politiques
Il commence sa carrière dans les années 1980, comme conseiller économique du gouvernement de la République socialiste de Macédoine. Il rejoint la Banque mondiale dans les années 1990.
Il est nommé le 1er novembre 2002 ministre de l'Intérieur dans le troisième gouvernement du social-démocrate Branko Crvenkovski. N'appartenant à aucun parti de la coalition au pouvoir, son mandat est marqué par les affrontements entre la police et les milices albanophones.

### Président du gouvernement

#### Le successeur de Crvenkovski
Le 31 mai 2004, Hari Kostov est nommé à 44 ans président du gouvernement de Macédoine par Crvenkovski, devenu président de la République. Son gouvernement, dans lequel les principaux ministres sont confirmés, reçoit deux jours plus tard l'investiture de l'Assemblée par 68 pour et 12 contre.

#### Démission au bout de six mois
Il annonce sa démission le 15 novembre, moins de six mois après sa prise de fonction. Il justifie cette décision par des tensions entre les ministres macédophones et albanophones de son équipe, probablement dues au référendum sur la décentralisation tenu huit jours plus tôt et qui risquait de remettre en cause les accords d'Ohrid. L'Assemblée approuve son départ le 18 novembre et Radmila Šekerinska lui succède à titre intérimaire.